# Krzysztof Jakubik
Krzysztof Jakubik (20 juli 1983) is een Pools voetbalscheidsrechter. Hij werd vanaf 2017 opgenomen door FIFA en UEFA en fluit sindsdien internationale wedstrijden. Hij is ook actief in de UEFA Youth League.
Op 29 juni 2017 maakte Jakubik zijn debuut in Europees verband tijdens een wedstrijd tussen FK Shkëndija en Dacia Chisinau in de voorrondes van de UEFA Europa League. De wedstrijd eindigde op 3–0.
Zijn eerste interland floot hij op 8 september 2019 toen Spanje 4–0 won tegen Faeröer.

## Interlands
| Datum            | Plaats        | Wedstrijd        | Uitslag | Competitie           | Kreeg geel | Kreeg voor de tweede keer geel en dus rood | Weggestuurd |
| ---------------- | ------------- | ---------------- | ------- | -------------------- | ---------- | ------------------------------------------ | ----------- |
| 8 september 2019 | Gijón, Spanje | Spanje – Faeröer | 4 – 0   | Kwalificatie EK 2020 | 2          | 0                                          | 0           |

Laatste aanpassing op 9 september 2019